# Matsunosuke Onoe
Matsunosuke Onoe (尾上 松之助, Onoe Matsunosuke) est un acteur japonais né le 2 septembre 1875 à Okayama et mort le 11 septembre 1926 à Kyoto, parfois appelé Medama no Matchan (Matsu ). Son nom de naissance est Tsuruzō Nakamura (中村 鶴三, Nakamura Tsuruzō). Il est parfois crédité sous le nom de Yukio Koki, Tamijaku Onoe, ou Tsunusaburo Onoe et — en tant qu'acteur kabuki — emploie le nom de scène Tsurusaburo Onoe. 

## Biographie
Né Tsuruzo Nakamura, il commence sa carrière comme acteur kabuki puis devient la première vedette du cinéma japonais en tournant plus d'un millier de films entre 1909 et 1926. Sous la direction du réalisateur Shōzō Makino, il est le premier à populariser le jidaigeki.

## Carrière
Onoe est d'abord acteur dans une troupe kabuki itinérante. Dans on autobiographie, il prétend avoir fait ses débuts sur scène dès 1880 dans une représentation donnée par la compagnie Tamizo Onoe. Fasciné par la scène, il quitte le domicile familial à l'âge de 14 ans pour voyager avec une troupe et en 1892 se produit sous le nom de scène Tsurusaburo Onoe. En 1905, il adopte le nom plus prestigieux de Matsunosuke Onoe.
Sa troupe se produit régulièrement à Kyoto dans un théâtre appartenant à Shōzō Makino et, en tant qu'acteur kabuki, il est connu pour ses extravagantes astuces scéniques. En 1909, Makino est approché par la Yokota Shōkai, une société d'importation de films et organisatrice d'expositions, pour produire des films et il commence à filmer des représentations théâtrales. Onoe fait ses débuts au cinéma cette même année dans Goban Tadanobu, (« Tadanobu le renard »), tiré de la célèbre pièce kabuki Yoshitsune Senbon-sakura,. La troupe d'Onoe se révèle populaire et Makino choisit Onoe pour jouer dans ses futurs films.
Onoe est la vedette de centaines de films et, en 1925, Araki Mataemon est présenté comme son 1000e film. Il interprète les personnages principaux dans presque toutes les dramatisations d'histoires publiées par Tachikawa Bunko qui à l'époque est un éditeur de succès de librairie. Lui et sa troupe restent aussi étroitement associés à Makino pendant plus d'une décennie et Makino dirige Onoe dans 60 à 80 films par an, ce qui représente en fin de compte environ la moitié de la production totale d'Onoe. En plus des films de kabuki, lui et Makino sont les pionniers du genre jidai-geki (films historiques). Onoe popularise également le sous-genre des films de ninja.
Les films d'Onoe sont bien reçus et lui valent le surnom affectueux « Medama no Matchan » ( « globes oculaires » Matsu ) d'après ses grands yeux. Il est particulièrement populaire chez les enfants qui se mettent à imiter ses performances de sabreur dans leurs jeux. Beaucoup d'historiens du cinéma le considèrent comme la première super vedette du cinéma japonais en raison de sa production prolifique et de sa constante popularité,.
Ses films sont muets, doublés par un narrateur en direct (les benshi) dans les théâtres. Ils suivent largement les conventions du théâtre kabuki. Par exemple, à l'exception de ceux réalisés au cours des dernières années de sa carrière, ses films présentent des acteurs masculins oyama dans les rôles féminins. Beaucoup de ses films sont tournés à 8 images par seconde afin d'économiser la pellicule plutôt que selon la convention en Occident de 16 images par seconde, convention promue par certains modernisateurs japonais. Certains critiques ont souligné cette forme d'économie ainsi que des éléments tels que la surexposition de certains films causant une déformation des traits du visage des acteurs, comme preuve de la réalisation primitive de ces films.
Nombre des créations d'Onoe sont des courts métrages. Cependant, il joue également dans des films de long métrage. L'un d'entre eux, Chushin-gura de 1910, est considéré comme le plus ancien film encore existant, même si l'édition n'est pas complète : il manque quatre scènes. En plus de Chushin-gura, seuls six de ses films nous sont parvenus qui font au moins une bobine. Comme beaucoup d'autres anciens films japonais, les œuvres d'Onoe ont été en grande partie détruites par une combinaison de facteurs dont des conditions de préservation insuffisantes dans le climat du Japon, le séisme de 1923 de Kantō et les bombardements durant la Seconde Guerre mondiale puis l'occupation subséquente du pays.
En 1926, alors qu'il se trouve sur le plateau de tournage de Kyokotsu mikajiki, Onoe s'effondre. Il meurt quelques mois plus tard d'une maladie cardiaque. Ses funérailles sont l'objet d'un documentaire de 1926, Les funérailles de Matsunosuke Onoe.

## Filmographie sélective
- 1917 : Shinmon Tatsugorō (新門辰五郎?) de Yaroku Kobayashi (ja)[6]
- 1921 : Jiraiya le ninja (豪傑児雷也, Gōketsu Jiraiya?) de Shōzō Makino
- 1922 : Shibukawa Bangorō (渋川伴五郎?) de Kōkichi Tsukiyama
- 1925 : Rakka no mai : zenpen (落花の舞 前篇?) de Tomiyasu Ikeda[7]
- 1925 : Rakka no mai : chūhen (落花の舞 中篇?) de Tomiyasu Ikeda
- 1925 : Rakka no mai : shūhen (落花の舞 終篇?) de Tomiyasu Ikeda